# Bruine wielewaal
De bruine wielewaal (Oriolus szalayi) is een zangvogel uit de familie Oriolidae (Wielewalen en vijgvogels).

## Verspreiding en leefgebied
Deze soort is endemisch in Nieuw-Guinea.

## Status
De grootte van de populatie is niet gekwantificeerd maar de soort wordt omschreven als doorgaans algemeen. Op de Rode lijst van de IUCN heeft deze soort de status niet bedreigd.